# 坂本暁良
坂本 暁良 （さかもと あきら、1990年3月5日 - ）は、日本のドラマー、作曲家、編曲家、音楽プロデューサー。

## 経歴
14歳でドラムをはじめ、音楽大学打楽器科卒業後プロとして活動開始。以降、数々のアーティストのライブ・レコーディングに参加。バンドマスターとしての現場も多数あり、楽曲のライブアレンジ、レコーディング時の楽曲編曲、音楽プロデューサーとしても活動。音楽大学在学中にクラシック・パーカッションの演奏経験しており、数々の劇伴レコーディング・コンサートにも参加。ヤマハドラムス、ジルジャンシンバル、ASPR Heads、Lerni Sticksとアーティスト契約している。

## 主なサポートアーティスト
朝海ひかる、安蘭けい、井上苑子、大石昌良、大空祐飛、川嶋あい、GOW、杏子、椎名慶治、鈴木このみ、SCREEN mode、ダイスケ、TSUKEMEN、中川晃教、古川雄大、松室政哉、村上佳佑、森高千里、つるの剛士、大塚愛、七海ひろき、緑黄色社会、にじさんじ、SOLIDIMO、小比類巻かほる、川崎鷹也、冨田エリィ等